# Eumenes xanthaspis
Eumenes xanthaspis är en stekelart som beskrevs av Cameron 1910. Eumenes xanthaspis ingår i släktet krukmakargetingar, och familjen Eumenidae. Inga underarter finns listade i Catalogue of Life.